# Cedarpelta
Cedarpelta là một chi khủng long, được Carpenter Kirkland Burge & Bird mô tả khoa học năm 2001.